# Granholmselet
Granholmselet är en sjö i Kalix kommun i Norrbotten och ingår i Töreälvens huvudavrinningsområde.